# 荥河镇
荥河镇，原为荥河乡，是中华人民共和国四川省雅安市荥经县下辖的一个乡镇级行政单位。2019年12月，撤销荥河乡、烈士乡、新建乡，设立荥河镇，以原荥河乡、原烈士乡和原新建乡所属行政区域为荥河镇的行政区域。

## 行政区划
荥河镇下辖以下地区：
楠木村、周家村和红星村。